# سه‌پایه (صورت فلکی)
سه پایه(به انگلیسی: Pictor) یکی از صور فلکی بسیار جنوبی است پرنورترین ستاره آن آلفا سه پایه و بعد از آن بتا سه پایه که فاصله اش از ما 62.9 سال نوری است
ستاره کاپتین(به انگلیسی: Kapteyn's Star)نزدیکترین ستاره به زمین در این صورت فلکی است با فاصله 12.78 سال نوری این ستاره یک کوتوله قرمز است.

## تاریخچه
این صورت فلکی توسط نیکلاس لویس د لاکایله(به انگلیسی: Nicolas Louis de Lacaille) و در قرن هفدهم ساخته شد به همین دلیل افسانهٔ مهمی ندارد.